# Glacier des Lanchettes
Le glacier des Lanchettes est un glacier de France situé dans le massif du Mont-Blanc, sur la commune de Bourg-Saint-Maurice.
Le glacier nait sur l'adret du col du Mont-Tondu, entre le mont Tondu à l'ouest et l'aiguille des Lanchettes à l'est, à environ 2 800 mètres d'altitude et il s'écoule vers le sud. Le refuge Robert-Blanc est situé non loin à l'est. Avec le glacier d'Enclave et celui des Glaciers, il est le seul glacier du massif du Mont-Blanc dans le département de la Savoie.